# 移剌温
移剌温，本名阿撒，金朝初年契丹族大臣，移剌（耶律）姓。
移剌温通契丹小字。金太祖天辅三年（1119年），奉命将册文翻译成契丹文，与辽国交涉。金太宗时，随左副元帅完颜宗辅南下攻打宋朝，渡过长江，担任江宁府都巡检。擒获宋朝谍报人员，被完颜宗弼嘉赏，转任为同知河北西路转运使事。跟随完颜宗弼巡边，更加得到亲信。金熙宗时，担任同知中京路都转运使事，官至左谏议大夫兼修起居注。完颜亮正隆年间，率军攻打南宋，以本官担任济州路行军万户，直至扬州。还军，担任同知宣徽院事。历任永定、震武、崇庆节度使，升任为临海军节度使。不避艰险，亲自督理防治水患。后改镇武定军节度使，治理旱蝗之灾。因年老致仕，不久去世。